# John Anderson (Segler)
John Edward Anderson, OAM (* 24. Juli 1939 in Sydney) ist ein ehemaliger australischer Regattasegler.

## Biografie
John Anderson konnte bei den Olympischen Spielen 1972 in München zusammen mit David Forbes die Goldmedaille im Star gewinnen. Auch sein Zwillingsbruder Thomas Anderson war bei den Spielen erfolgreich und wurde Olympiasieger im Drachenboot. Vier Jahre später bei den Spielen von Montreal reichte es für Anderson und seine Soling-Crew, die ein Jahr zuvor Nordamerikameister geworden war, nur für Rang elf.
Am 26. Januar 1987 erhielt Anderson die Medal of Order of Australia als Anerkennung für seine Leistungen im Segeln.